# Бурейское водохранилище
Бурейское водохранилище — водохранилище на реке Бурее в Амурской области и Хабаровском крае России.

## Основные характеристики

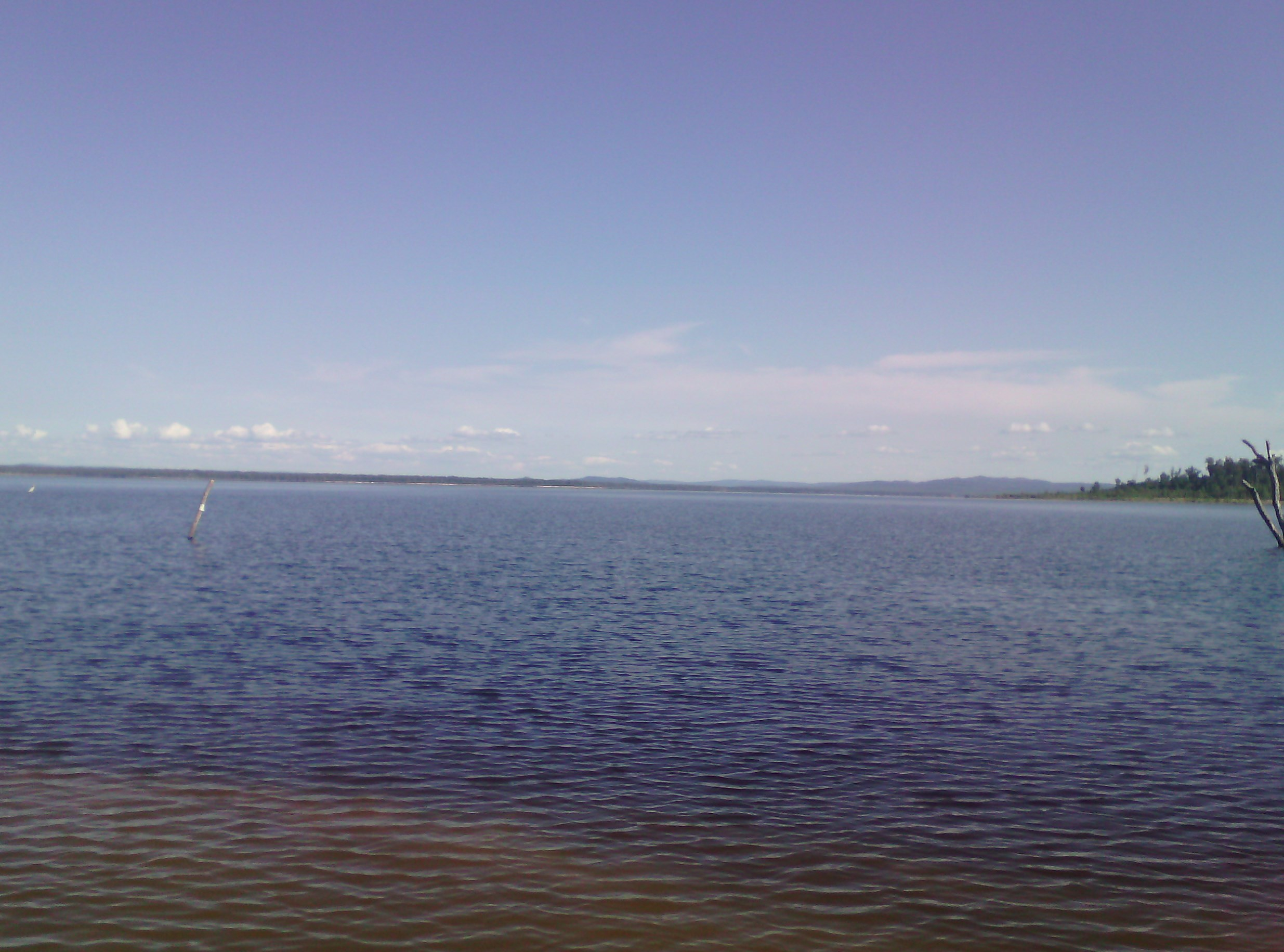
Бурейское водохранилище

Площадь водохранилища при нормальном подпорном уровне (НПУ) — 750 км², при уровне мёртвого объёма (УМО) — 400 км², протяжённость — 234 км, ширина — до 5 км, полная и полезная ёмкость водохранилища — 20,94 и 10,73 км³ соответственно. Отметка нормального подпорного уровня составляет 256 м над уровнем моря. Среднемноголетний расход — 866 м³/с. Объём воды — 15,8 км³. Площадь поверхности — 575 км². Высота над уровнем моря — 249,7 м.
Образуется плотиной Бурейской ГЭС (у посёлка Талакан), построенной и введённой в эксплуатацию в 1979—2009 годах и входящей в Бурейский каскад ГЭС и водохранилищ: ниже по течению стоит Нижнебурейское водохранилище и одноимённая ГЭС у посёлка Новобурейский. Водохранилище пригодно для судоходства.

## Климатические условия
Климатические условия в районе водохранилища обусловлены муссонными дождями в летне — осенний период, с появлением черт резко континентального климата. Зима здесь суровая, малоснежная. Средняя температура −31 °C, даже в тёплое время года бывают заморозки. Только июль можно назвать летним месяцем, где средняя температура колеблется от +19 °C до 40 °C.

## Населённые пункты на берегах Бурейского водохранилища
- Талакан

## Обрушение скального массива 11 декабря 2018 года
11 декабря 2018 года произошло обрушение скального массива в реку Бурея. В результате образовавшегося затора вода перестала поступать в Бурейское водохранилище, возникли риск остановки Бурейской ГЭС, угроза затопления близлежащих населённых пунктов и подтопления инженерных сооружений Байкало-Амурской магистрали.
Месяц спустя, 11 января 2019 года, для расчистки русла и проведения буровзрывных работ были задействованы силы и средства Минобороны России, в частности инженерных войск России. 1 февраля 2019 года в результате взрывных работ была разрушена перемычка в зоне обрушения скального массива в реку Бурея в Хабаровском крае; в образовавшуюся протоку вода пошла в Бурейское водохранилище. 
Для доставки тяжелой техники военнослужащими была проложена дорога от деревни Ушман Верхнебуреинского района к месту обрушения скальных пород общей протяжённостью более 80 километров. Подразделениями МТО Восточного военного округа был оборудован полевой лагерь на 100 человек со станцией добычи и фильтрации воды, медицинским пунктом и пунктами приготовления питания. Вертолётами армейской авиации Ми-8 в лагерь были доставлены фронтальный погрузчик и буровая установка на базе автомобиля КамАЗ, которая использовалась для проделывания более глубоких отверстий в скальной породе с последующей закладкой в них инженерных зарядов. Транспортными вертолётами Ми-26 на место проведения работ доставлен бульдозер. Было использовано более 200 тонн тротила, более 12 км бикфортового шнура, подорвано около 460 комплектов кумулятивных зарядов. Взрывчатые вещества непосредственно к местам закладки доставлялись на автомобилях Урал и КамАЗ, в труднодоступные места — на снегоходах «Буран». К выполнению задач привлечено 540 военнослужащих, 49 единицы военной и специальной техники, в том числе 6 вертолетов армейской авиации и беспилотный летательный аппарат «Орлан-10». Работы велись в сложных климатических условиях при низких температурах (-30), высокой влажности и сильном порывистом ветре.